# Août 1781

## Événements

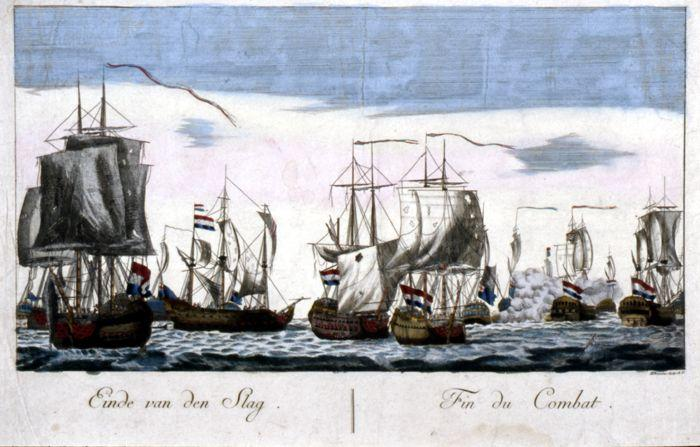
5 août : bataille du Dogger Bank

- 5 août : bataille navale indécise du Dogger Bank dans la quatrième guerre anglo-néerlandaise[1].
- 10 août : l'escadre de Suffren arrive au Cap[2].
- 13 août : promulgation d’un édit de tolérance qui accorde aux protestants et aux orthodoxes des États habsbourgeois la liberté de culte et leur restitue la totalité de leurs droits civiques[3]. L’archevêque de Salzbourg Collodero publie une lettre pastorale pour approuver l’édit de tolérance. L’édit de tolérance donne un élan à la scolarisation protestante en Hongrie.
- 30 août : l'escadre du comte de Grasse arrive à la Baie de Chesapeake, ce qui coupe la retraite, par voie maritime, du général britannique Charles Cornwallis[4].

## Naissances
- 15 août : Charlotte Martner, peintre miniaturiste française († 22 juillet 1839)[5].
- 23 août : Friedrich Tiedemann (mort en 1861), anatomiste et physiologiste allemand.
- 27 août : Finn Magnussen (mort en 1847), archéologue islandais.

## Décès
- 21 août : François-Bernard Cocquard, poète et avocat bourguignon (° 4 janvier 1700).